# Benvenuti nel ghetto
Benvenuti nel ghetto è un CD (con DVD) Live  degli Stormy Six con la partecipazione di Moni Ovadia come voce narrante, pubblicato dalla Vinyl Magic nell'aprile del 2013. I brani del CD (e DVD) furono registrati dal vivo il 20 aprile 2013 al Teatro Ariosto di Reggio Emilia (Italia).
Si tratta dell'unico lavoro della band in cui è assente Franco Fabbri, unico membro presente in ogni lavoro della band, fin dal suo esordio del 1969.

## Tracce
CD
1. Canzone del tempo e della memoria – 5:26 (Tommaso Leddi, Umberto Fiori)
2. Canto dei sarti ebrei della Wehrmacht – 3:12 (Tommaso Leddi, Umberto Fiori)
3. Devarim – 3:48 (Tommaso Leddi, Umberto Fiori)
4. Umschlagplatz – 3:46 (Umberto Fiori)
5. Benvenuti nel ghetto – 2:58 (Tommaso Leddi, Umberto Fiori)
6. Mordechai Anielewicz – 4:33 (Tommaso Leddi, Umberto Fiori)
7. Mein Name Ist Stroop – 3:17 (Carlo De Martini, Umberto Fiori, arrangiamento di Carlo De Martini)
8. Viene un giorno – 2:53 (Tommaso Leddi, Umberto Fiori)
9. Il sole sottoterra – 4:17 (Carlo De Martini, Umberto Fiori, arrangiamento di Carlo De Martini)
10. Es Gibt – 3:35 (Tommaso Leddi, Umberto Fiori)
11. Invocazione – 2:55 (Salvatore Garau, Tommaso Leddi, Umberto Fiori)

DVD
1. Canzone del tempo e della memoria
2. Canto dei sarti ebrei della Wehrmacht
3. Devarim
4. Umschlagplatz
5. Benvenuti nel ghetto
6. Mordechai Anielewicz
7. Mein Name Ist Stroop
8. Viene un giorno
9. Il sole sottoterra
10. Es Gibt
11. Invocazione
12. Dante Di Nanni (Tommaso Leddi, Umberto Fiori)

## Musicisti
- Tommaso Leddi - mandolino, chitarra, basso, cori
- Francesco Zago - chitarre
- Umberto Fiori - voce, chitarra
- Carlo De Martini - violino, cori
- Archimede De Martini - basso, violino
- Salvatore Garau - batteria
- Moni Ovadia - voce recitante, cori
- Giorgio Albani - tecnico del suono